# Kugidiel
Kugidiel (ros. Кугидель) – wieś (dieriewnia) w Rosji, w Baszkortostanie, w rejonie bajmackim. W 2010 liczyła 411 mieszkańców.